# レッドブル・RB18
レッドブル・RB18 (Red Bull RB18) は、レッドブル・レーシングが2022年のF1世界選手権参戦用に開発したフォーミュラ1カーである。
前年型のRB16Bから型番が1つ飛んでいるが、これは「RB17」を、同年に発表したハイパーカー（2025年発売予定）の型番として使用することになったためである。

## 概要
2022年2月9日にリバリーが発表され、実車は2月23日のプレシーズンテストで公開された。2022年からのレギュレーションの変更に対応している。

## 2022年シーズン

### 開幕戦～第5戦
デビュー戦となったバーレーンGPでは、マックス・フェルスタッペンが予選2番手、セルジオ・ペレスが4番手。決勝は共に燃料系のトラブルによりリタイア。シーズン初戦での全滅は2020年オーストリアグランプリ以来。
第2戦サウジアラビアGPでは、ペレスが参戦251戦目にして自身初のポールポジションを獲得。フェルスタッペンは4番手。決勝はペレスがルクレールを抑える展開だったが、ペレスのピットイン直後に発生したクラッシュにより4位に後退した。一方のフェルスタッペンは、レース終盤の41周目からトップのルクレールと最終コーナーでDRSの検知を取り合う展開などを見せ、47周目にトップに立ったが、ルクレールとの攻防は最後まで続いた。最終的には0.549秒差で逃げ切りシーズン初優勝を飾った。
第3戦オーストラリアGP、予選ではフェルスタッペン2番手とペレス3番手となった。決勝は左フロントタイヤのグレイニングに苦しむ展開となり、39周目にフェルスタッペンは燃料漏れによるトラブルでシーズン2度目のリタイア。ペレスは2位となったが1位のルクレールには20秒以上の大差をつけられた。
第4戦エミリア・ロマーニャGPの予選は雨の中行われ、フェルスタッペンがシーズン初のポールポジションを獲得したが、ペレスは赤旗中断の影響を受け7番手となった。翌日のスプリントはスタートでフェルスタッペンはルクレールに先行を許したものの、20周目にかわし優勝。ペレスも7番手から追い上げて3位でゴール。決勝はフェルスタッペンが全周回ラップリーダーとファステストラップを記録し優勝。自身2度目のグランドスラムを達成。ペレスもルクレールを攻略し2位でゴールし、レッドブルにとって2016年マレーシアGP以来、6年ぶりに1-2フィニッシュを達成した。
第5戦マイアミGPは、FP2にフェルスタッペンが油圧のトラブルにより走行出来なかった。予選はフェルスタッペンがQ3で1度目のラップタイム計測後は暫定ポールだったが、2度目のアタックで失敗し3番手。ペレスは4番手となり、フェラーリ勢にフロントローを独占された。決勝はスタート直後にフェルスタッペンがサインツをかわし2位となる。10周目には1位のルクレールもかわしトップに立った。ペレスも3位のサインツの背後につけたもののエンジンセンサーのトラブルにより一時スローダウンした。レース終盤に発生したクラッシュによりSCが導入され、ルクレールに迫られたものの最終的には4秒近くの差を付けてシーズン3勝目を飾った。ペレスもセーフティカー明けに再度サインツに迫ったものの、序盤のトラブルの影響によりかわすことは出来ず4位となった。

### 第6戦～第10戦
第6戦スペインGPの予選はフェルスタッペン2番手、ペレス5番手。フェルスタッペンは暫定ポールでQ3の2回目のタイム計測を行ったが、DRSにトラブルが発生したため断念。最速タイムを更新され2番手となった。決勝はフェルスタッペン1位、ペレス2位でエミリア・ロマーニャGP以来の1-2フィニッシュ。フェルスタッペンは11周目にターン４でコースアウトし順位を下げた。その後、2位のジョージ・ラッセルに追い付いたものの、決勝前に修復したDRSに再び不具合が発生したことにより、コース上で交わせないなど苦しい展開となった。しかし、トップを走行していたシャルル・ルクレールのリタイアや、戦略やペレスのチームプレイなどもあり3連勝を飾った。
第7戦モナコGPの予選はペレス3番手、フェルスタッペン4番手。雨による赤旗中断などにより1時間遅れの16時過ぎにローリングスタートでレースは開始。序盤はフェラーリ勢に先行される展開だったが、17周目にペレスがインターミディエイトへ交換、翌周にピットインしたルクレールに対しアンダーカットを成功させ2位へ浮上。サインツ以外がインターへ交換した時点での順位は、1位サインツ、2位ペレス、3位ルクレール、4位フェルスタッペン。21周目にハードタイヤへ交換したフェラーリ勢に対し、翌周にペレスとフェルスタッペンもハードタイヤへ交換。それぞれがフェラーリ勢に対しオーバーカットを成功させ1,3位へ浮上した。その後、クラッシュによる赤旗中断の際にミディアムタイヤへ交換。ペレスはレース終盤に1分18秒台までペースは落ちたもののポジションを守り切り、シーズン初優勝。メキシコ人としてもモナコで初優勝を飾った。フェルスタッペンは3位でゴールしルクレールとのポイント差を広げた。
第8戦アゼルバイジャンGPの予選はペレス2番手、フェルスタッペン3番手。決勝はスタートの蹴り出しが良かったペレスがインからルクレールを交わしトップに立つ。9周目にサインツのトラブルによりVSCが導入され、レッドブル勢はステイアウトを選択。レース再開後にペースが上がらないペレスをフェルスタッペンが交わす。その後、一時ルクレールにトップを譲るもののこちらもトラブルによりリタイア。再びレッドブル勢が1-2となり、その後は順調にラップを重ねて2戦ぶりの1-2フィニッシュを飾った。ペレスは19ポイント（2位+FL）を獲得、ドライバーズ選手権で2位に浮上した。
第9戦カナダGPの予選はフェルスタッペンがポール、ペレスは13番手。クラッシュにより13番手からのスタートとなったペレスはハードをスタートタイヤに選択し追い上げたが、9周目にトラブルによりリタイアした。2度のVSCとセーフティカーの導入を経て、カルロス・サインツとの一騎打ちとなったフェルスタッペンは無線トラブルによりピットからの一方通行のやり取りしか出来なかったが、ポジションを守りきりシーズン6勝目、キャリア150戦目を勝利で飾った。
第10戦イギリスGPの予選はフェルスタッペン2番手、ペレス4番手。フェルスタッペンは10周目にトップに立ったが、2周後にペースが落ちパンクを疑いピットインしたが改善されず、最終的には7位でレースを終えた。ペレスは2度目のスタートでのルクレールとの順位争いでフロントウイングを破損、ピット作業により最後尾（17位）まで順位を落としたが、終盤には4位まで浮上。SCが導入後のリスタートでハミルトン、ルクレールとの2番手争いを制し2位でゴールした。

### 第11戦～第15戦
第11戦オーストリアGPのスプリントはフェルスタッペンがポール、ペレス5番手。オープニングラップのターン4でペレスはジョージ･ラッセルとの接触でコースアウト。レースには復帰したが24周を終えたところでリタイアした。フェルスタッペンは、12周目にシャルル・ルクレールに交わされ、終始タイヤのデグラデーションに苦しむレースだったが、カルロス・サインツがエンジントラブルによりリタイアしたため2位でゴール。併せてファステストラップを記録したことにより、ルクレールとの差は最小限に留めた。
第12戦フランスGPの予選はフェルスタッペン2番手、ペレス3番手。決勝の序盤はルクレールにリードされたが17周目にコースアウトしリタイアしたため、フェルスタッペンがトップに立ちシーズン7勝目を挙げる。ペレスは終盤のVSC解除の際のシステムの不具合により、ラッセルに交わされ4位に終わった。
第13戦ハンガリーGPの予選はペレスがQ2で脱落し11番手、フェルスタッペンはQ3の1度目はタイム計測に失敗、2度目はマシントラブルにより計測出来ず10番手。決勝は徐々に追い上げ、途中スピンをして順位を落とすもフェルスタッペンは優勝、ペレスは5位。
第14戦ベルギーGPの予選はフェルスタッペンがポール、ペレスは3番手。決勝は追加のPUを使用したフェルスタッペンは13番手からスタートするも、5周目に6位、8周目に3位と順位を上げピットインを経て18周目にトップに立ち、シーズン9勝目を挙げる。ペレスも2位のサインツを交わし1-2フィニッシュを飾った。フェルスタッペンは前戦に続き10番手以下のグリッドからスタートし2連勝、これは62年ぶりの快挙となった。
第15戦オランダGPの予選はフェルスタッペンがポール、ペレスは5番手。決勝はメルセデス勢との争いとなるが、VSCとSCが導入されたこともあり最終盤にフェルスタッペンがトップに立ち、シーズン10勝目と自身5度目のハットトリックを達成した。ペレスは5位。

### 第16戦～
第16戦イタリアGPの予選はフェルスタッペンが2番手、ペレスは4番手。決勝はPU交換を行ったフェルスタッペンは7番手からスタートするも2周目に3位、4周目に2位、33周目にピットインしたルクレールを交わしトップに立つ。46周目にダニエル・リカルドがマシンを停めたことによりSCが導入され、そのままレース終了となった。シーズン11勝目で第12戦から5連勝とした。ペレスはファストテストラップを記録し6位。
第17戦シンガポールGPの予選はペレス2番手、フェルスタッペンは8番手。フェルスタッペンは最終のタイム計測で1,2セクターで全体ベストを記録するも燃料不足の可能性があったため断念した。決勝は雨により65分遅れのスタート。3回のVSCと2回のSCが導入され6台がリタイアする荒れた展開となったが、ペレスはスタートでトップに立ってからは全周に渡りリードし優勝。シーズン2勝目、通算4勝目を飾った。結果次第でドライバーズタイトルを獲得出来たフェルスタッペンは5位まで順位を上げたが、最後のSC明けにランド・ノリスを抜こうとした際にタイヤをロックさせコースアウト。タイヤにフラットスポットを作り、ピットインで最後尾まで順位を落とす。最終的には7位でレースを終え、タイトル獲得は次戦へ持ち越しとなった。
第18戦日本GPの予選はフェルスタッペンがポール、ペレスは4番手。決勝は赤旗中断を経て16時15分に再開、3時間ルールが適用されたため28周のレースとなった。フェルスタッペンは20秒以上の差をつけ優勝、ペレスは最終周までルクレールと2位争いを繰り広げた。追い抜くまでには至らなかったが、ルクレールがシケインをショートカットし5秒のタイムペナルティが課されたことから2位でゴールした。レース距離は規定の52.8%に留まったがこの状況下の規約がなかったため、フルポイントが付与された。これによりフェルスタッペンのドライバーズタイトルの連覇が決まった。
第19戦アメリカGPは9年ぶりのコンストラクターズタイトル獲得が懸かったレースとなった。予選はフェルスタッペン2番手、ペレス4番手。決勝はフェルスタッペンがスタートでトップに立つ。2回目のピットの際に作業に手間取り3位へ後退するが、50周目に首位のハミルトンをパスし優勝。ペレスはPU交換による5グリッドの降格ペナルティから追い上げて4位。この結果により、2013年以来のコンストラクターズタイトルを獲得した。
第20戦メキシコシティGPの予選はフェルスタッペンがポール、ペレスは4番手。決勝はフェルスタッペンがピットインのタイミングによりメルセデス勢が先行した場面はあったものの、最終的には15秒以上の差をつけて優勝。シーズン14勝目を挙げ、年間最多勝利数を更新した。ペレスは23周目にピットインした際にタイヤ交換に手間取った影響もあり3位でレースを終えた。
第21戦サンパウロGPの予選はフェルスタッペンが2番手、ペレスは9番手。スプリントでは上位勢で唯一ミディアムタイヤを選択したフェルスタッペンは、一時トップに立つが15周目にラッセルにパスされる。その後、サインツにパスされる際にフロントウイングを破損、ハミルトンにもパスされ4位で終えた。9番手スタートだったペレスは追い上げて5位。決勝はフェルスタッペンが6位、ペレスは7位。スタート直後に出動したSC明けにフェルスタッペンはハミルトンに仕掛けたが接触、フロントウイングの交換のためにピットイン。その後、前述の接触の非があるとして5秒のタイムペナルティが課された。ペレスは2度目のSCが出動した際に周囲がソフトタイヤを履くなか、温まりの悪いミディアムタイヤを履いており一気にポジションを落とした。

## 記録
（key）
| 年   | No. | ドライバー       | BHR | SAU | AUS | EMI | EMI | MIA | ESP | MON | AZE | CAN | GBR | AUT | AUT | FRA | HUN | BEL | NED | ITA | SIN | JPN | USA | MXC | SÃO | SÃO | ABU | ポイント | ランキング |
| ---- | --- | ---------------- | --- | --- | --- | --- | --- | --- | --- | --- | --- | --- | --- | --- | --- | --- | --- | --- | --- | --- | --- | --- | --- | --- | --- | --- | --- | -------- | ---------- |
| 2022 | 1   | フェルスタッペン | 19† | 1   | Ret | 1   | 1   | 1   | 1   | 3   | 1   | 1   | 7   | 1   | 2   | 1   | 1   | 1   | 1   | 1   | 7   | 1   | 1   | 1   | 4   | 6   | 1   | 759      | 1位        |
| 2022 | 11  | ペレス           | 18† | 4   | 2   | 3   | 2   | 4   | 2   | 1   | 2   | Ret | 2   | 5   | Ret | 4   | 5   | 2   | 5   | 6   | 1   | 2   | 4   | 3   | 5   | 7   | 3   | 759      | 1位        |

- 太字はポールポジション、斜字はファステストラップ
- † 印はリタイアだが、90%以上の距離を走行したため規定により完走扱い。